# Georg Jennerwein

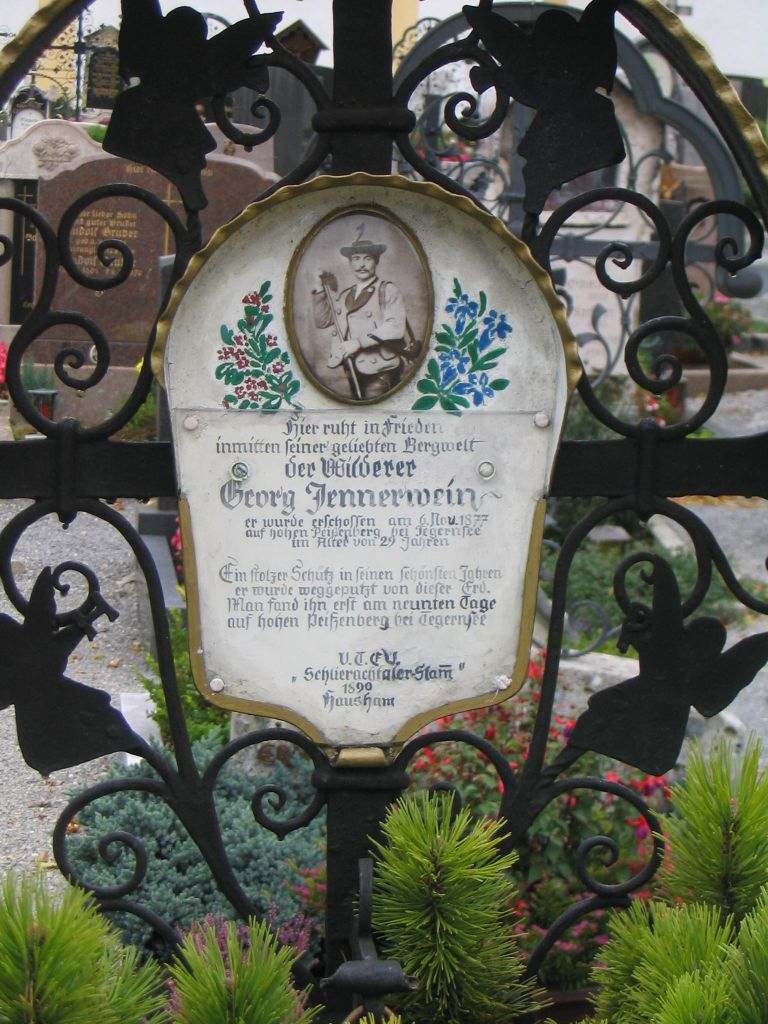
Domnělý hrob v Schliersee

Georg Jennerwein byl bavorský pytlák. Zemřel za nevyjasněných okolností na následky střelných poranění. Přes pověst pytláka, hospodského rváče, násilníka a necharakterního sukničkáře se jako představitel odporu proti úřadům stal hrdinou romantických legend. Nejznámější z nich je text zlidovělé písně Balada o pytláku Jennerweinovi.

## Život
Georg Jennerwein se narodil 21. dubna 1848 v bavorském Holzkirchenu jako nemanželské dítě Anny Jennerweinové, dcery drobného rolníka. Jako otec byl uveden syn kováře Peter Glas ze sousedního Otterfingu. Vyrůstal v chudých poměrech a ve dvanácti letech viděl, jak jeho pytlačícího otčíma zastřelili myslivci. Jako voják se zúčastnil prusko-francouzské války v letech 1870/71. Po návratu z války se usadil v jižním Bavorsku v okolí jezera Schliersee, kde pracoval jako dřevorubec. Brzy v kraji proslul jako hospodský kumpán s násilnickými sklony, hráč na citeru a vyhlášený tanečník, kterého bylo možné zastihnout častěji na tanečním parketu než při práci v lese. Ženy ho vnímaly jako temperamentního a odvážného chlapa, který se nenechá nikým utlačovat. Georg měl pronikavé šedé oči a charakteristický křivý přední zub. S děvečkou Agátou měl nemanželskou dceru, intenzivní vztah udržoval i s hospodskou Rézi. Mezi jeho milostné objekty patřily i ženy vdané. O jeho pytláctví věděli všichni, ačkoli mu to nikdo nemohl dokázat. Případných zájemců o jeho smrt tak nebylo málo.

## Smrt
6. listopadu 1877 krátce po deváté hodině dopolední zaslechli vesničané ze Schliersee výstřel v okolních horách, kolem jedné hodiny odpolední následovaly krátce za sebou další dva výstřely. Až 13. listopadu muži ze Schliersee objevili Jennerweinovo tělo. Pravá noha byla bosá a její palec byl zaseknut v lučíku jeho dvouhlavňové pušky. Spodní čelist byla roztříštěna a část pravé tváře s knírem visela na větvi smrku. Podezření na sebevraždu po bližším ohledání rozptýlil nález střely do zad.

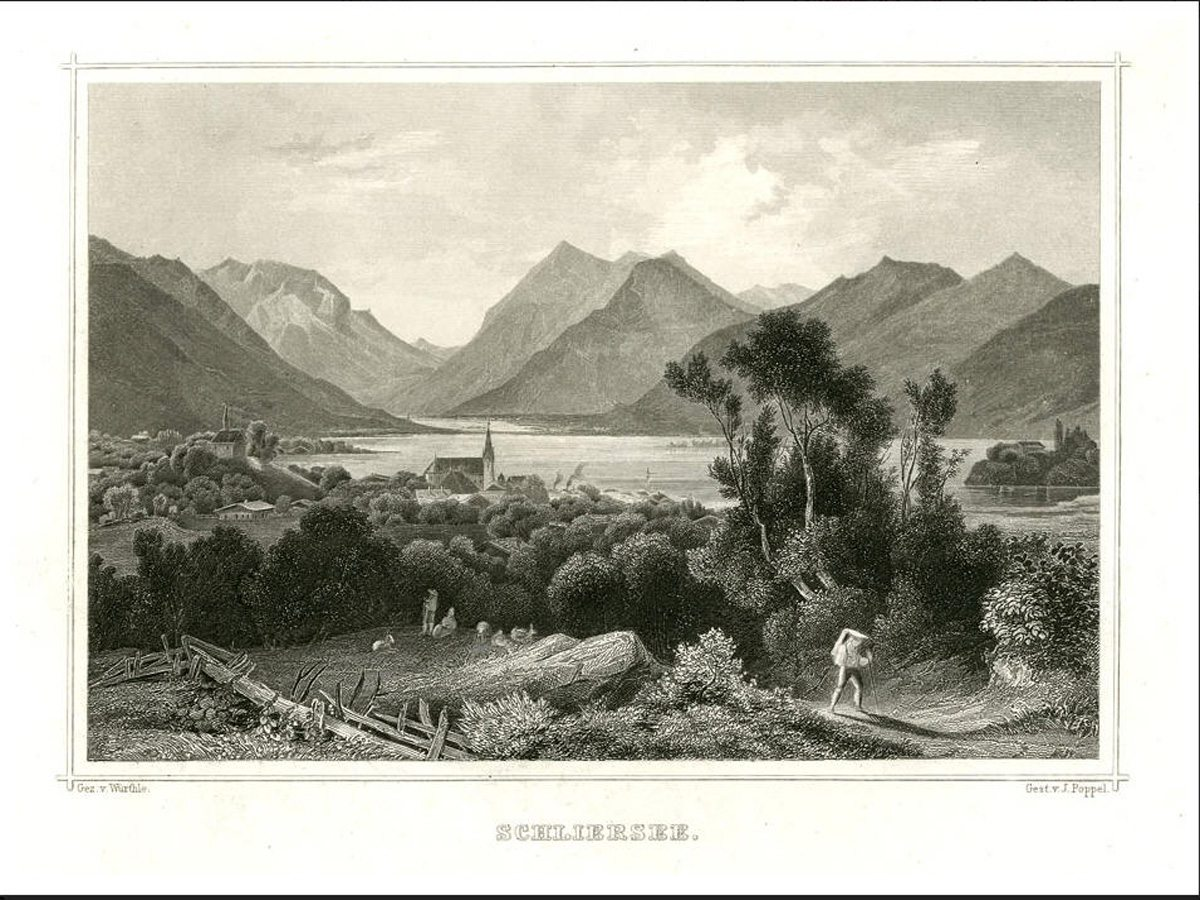
Schliersee 1880

Jedním z Jennerweinových válečných kamarádů byl Johann Josef Pföderl, který pracoval jako lovecký pomocník v místním polesí. Na jaře roku 1877 ho Jennerwein před celou hospodou urazil, když veřejně připomněl, že Pföderlova láska Agáta má dítě s ním. Pföderl se tak stal hlavním podezřelým už proto, že v dotčené oblasti v dotčené době měl vybrat kamzíka pro odstřel plánované panské návštěvy.  
Vyšetřovacích variant se nabízelo mnoho, ve všech střela do zad nebyla uznána za smrtelnou. Dorazit raněného Jennerweina a inscenovat jeho sebevraždu mohl kdokoli z jeho četných nepřátel. Dokonce se mohlo i o sebevraždu jednat, pokud Jennerwein na opuštěném místě pochopil, že ho čeká bolestivý konec. Při velkém množství podezřelých byl nejpohodlnějším materiálem justice Pföderl. Jednak pro souhru nepříznivých skutečností, jednak pro projevy malomyslnosti. Byl odsouzen k osmi měsícům pro neúmyslné zabití. Nikdy se však k ničemu nepřiznal. Po propuštění se od něj všichni odvrátili, propadl alkoholu a v roce 1889 zemřel. 

## Hrob
Místo posledního odpočinku Georga Jennerweina je stejně tajemné jako jeho smrt a dodnes nelze určit, kde je vlastně pohřben. Každopádně byl pohřben na blíže neurčeném místě hřbitova svatého Martina v Schliersee. V letech 1890 a 1900 byl hřbitov rozšířen a vlivní členové místní rady nechtěli, aby byli jejich příbuzní pohřbeni vedle Jennerweina. Rychle se rozhodli přesunout jeho hrobový kříž na jiné místo. Péče o údajný hrob se ujali členové národopisného spolku Schlierachtaler Trachtenverein. Předseda tohoto spolku před svou smrtí v roce 1961 prozradil, že v hrobě leží pouze „Beischova haksna“. (Pytlák Beischa přišel na následky střelného poranění o nohu a o osudech jeho amputované končetiny se nenašly nijaké záznamy.) Přesto se u jeho hrobu setkávají ročně stovky příznivců pytláka Jennerweina. 

## Popularita příběhu
V dějinách krvavých střetů mezi myslivci a pytláky není střelba na pytláka zezadu nijakou vzácností. Vzácností není ani tolerance chudiny vůči pytláctví. Hlavním zdrojem popularity Jennerweinova příběhu je motiv žárlivosti. Příběh s nevyjasněným průběhem se tak stal tajuplným příběhem milostným. Ačkoli se v jeho životě nikdy neobjevily náznaky dobročinnosti, byla jeho postava stylizována do formy statečného odpůrce panské zvůle.  
Píseň O pytláku Jennerweinovi
Na začátku popularity stála píseň neznámého autora O pytláku Jennerweinovi, která do konce 19. století zlidověla v jižním Bavorsku.
Byl to střelec v nejlepších letech,
který byl vymazán z této země.
Nalezen byl teprve devátého dne,
poblíž Tegernsee na Peissenbergu……..
……… v hrobě ve Schliersee čeká na soudný den,
kdy nám ukáže lovce,
který ho střelil zezadu …….
…… v horách je svoboda, v horách je tak krásně.

### Film
Wildschütz Jennerwein, režie a hlavní role: Hanns Beck-Gaden, Mercedes-Film, Mnichov, 1929
Jaider – der einsame Jäger. Západní Německo, 1971 režie: Volker Vogeler, hlavní role: Gottfried John, 94 minut

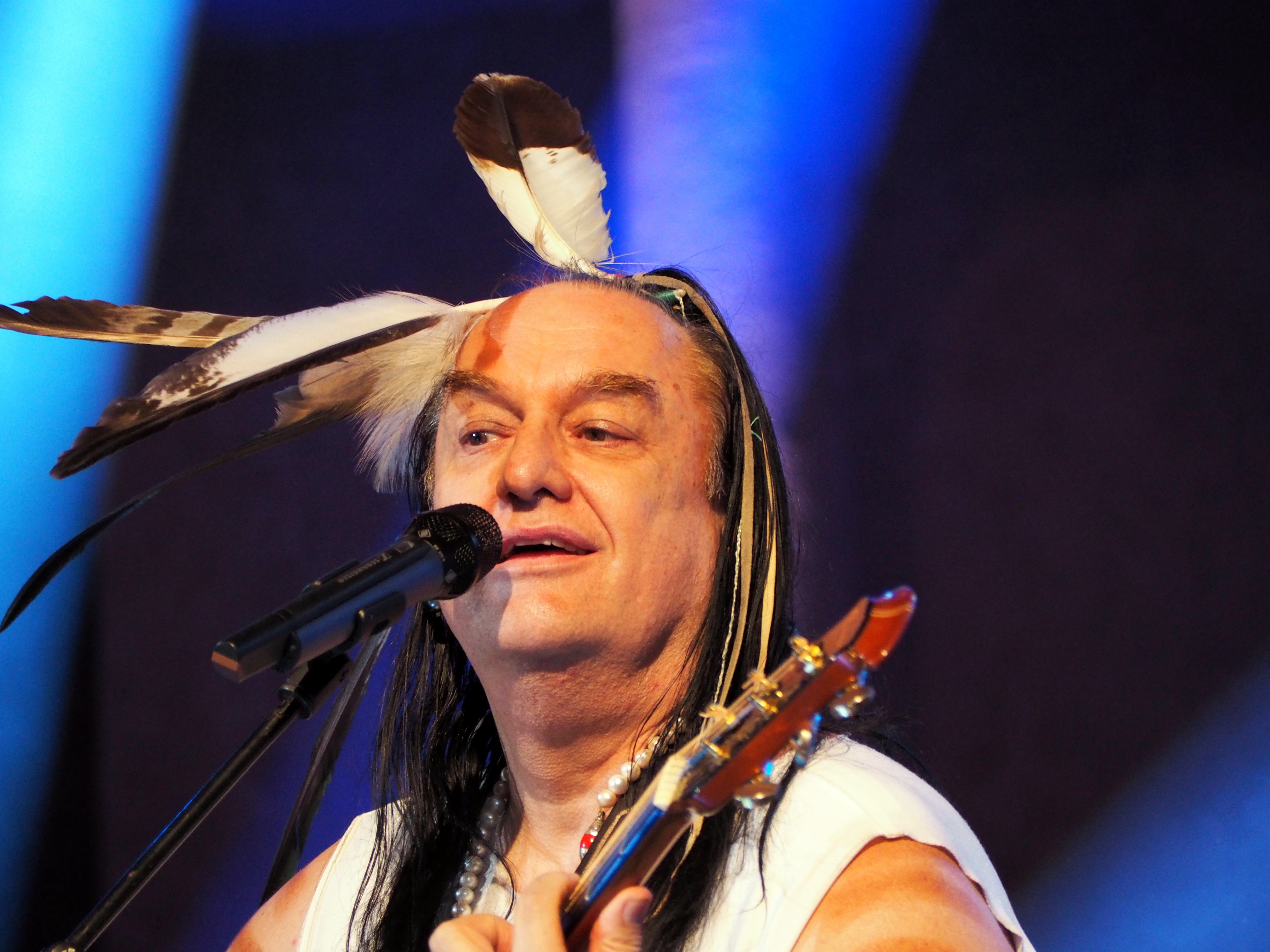
Willy Michl - soudobý interpret Balady o pytláku Jennerweinovi

### Televize
Jennerwein. Televizní film ORF, režie: Hans-Günther Bücking, hlavní role: Fritz Karl, 2003.
Seriál Big Ben: V seriálu se podnikavá maminka komisaře Berghammera snaží získat zákazníky pro svůj penzion uspořádáním Oslav pytláka Jennerweina, divákům píseň zazpívá potulný zpěvák v indiánském převleku. Kriminalista Berghammer Jennerweina popisuje jako děvkaře a lumpa.